# ۹۷۷ (فیلم)
«۹۷۷» (روسی: Девять семь семь) یک فیلم است که در سال ۲۰۰۶ منتشر شد.